# Caitlin Farrell
Caitlin Farrell (Fort Myers, Florida, 31 oktober 1987) is een Amerikaans voetbalster die sinds 2011 zonder club is.

## Carrière
Farrell speelde van 2006 tot 2009 voor de Wake Forest University in de Verenigde Staten. Ze speelde in die vier jaar negentig duels en scoorde daarin vijf doelpunten en gaf vier assists. In de zomer van 2010 koos Farrell voor een contract bij FC Twente in Nederland. Toch duurt haar verblijf in Nederland niet lang. Hoewel ze direct een basisplaats kreeg in de ploeg van trainer Kok-Willemsen besloot Farrell Twente tussentijds te verlaten. Als de Women's Professional Soccer weer van start gaat in 2011 sluit ze aan bij Philadelphia Independence. Eind maart werd echter bekend dat ze de definitieve selectie niet haalde.

## Statistieken
| Seizoen         | Club            |                    | Competitie      | Competitie | Competitie | Beker | Beker | Internationaal | Internationaal | Overig | Overig | Totaal | Totaal |
| Seizoen         | Club            | Wed.               | Competitie      | Dlp.       | Wed.       | Dlp.  | Wed.  | Dlp.           | Wed.           | Dlp.   | Wed.   | Dlp.   |        |
| --------------- | --------------- | ------------------ | --------------- | ---------- | ---------- | ----- | ----- | -------------- | -------------- | ------ | ------ | ------ | ------ |
| 2010/11         | FC Twente       | Vlag van Nederland | Eredivisie      | 12         | 2          | 0     | 0     | —              | —              | —      | —      | 12     | 2      |
| Club totaal     | Club totaal     | Club totaal        | Club totaal     | 12         | 2          | 0     | 0     | 0              | 0              | 0      | 0      | 12     | 2      |
| Carrière totaal | Carrière totaal | Carrière totaal    | Carrière totaal | 12         | 2          | 0     | 0     | 0              | 0              | 0      | 0      | 12     | 2      |

Bijgewerkt op 18 feb 2011 12:29 (CET)